# Damernas lagtävling i florett vid olympiska sommarspelen 1988
Damernas lagtävling i florett i de olympiska fäktningstävlingarna 1988 i Seoul avgjordes den 27-28 september.

## Medaljörer
| Event        | Guld                                                                                        | Silver                                                                                                   | Brons                                                                             |
| Florett, lag | Västtyskland Sabine Bau Anja Fichtel-Mauritz Zita Funkenhauser Anette Klug Christiane Weber | Italien Francesca Bortolozzi-Borella Annapia Gandolfi Lucia Traversa Dorina Vaccaroni Margherita Zalaffi | Ungern Zsuzsa Jánosi Edit Kovács Gertrúd Stefanek Zsuzsanna Szőcs Katalin Tuschák |

## Laguppställningar
| Kanada - Marie-Huguette Cormier - Madeleine Philion - Jacynthe Poirier - Shelley Steiner-Wetterberg - Thalie Tremblay Kina - Li Huahua - Jujie Luan - Sun Hongyun - Xiao Aihua - Zhu Qingyuan Frankrike - Brigitte Latrille-Gaudin - Gisèle Meygret - Laurence Modaine-Cessac - Nathalie Pallet - Isabelle Spennato Storbritannien - Ann Brannon - Linda Ann Martin - Fiona McIntosh - Linda Strachan - Liz Thurley | Ungern - Zsuzsa Némethné Jánosi - Gertrúd Stefanek - Zsuzsa Szőcs - Katalin Tuschák - Edit Kovács Italien - Dorina Vaccaroni - Margherita Zalaffi - Francesca Bortolozzi-Borella - Lucia Traversa - Annapia Gandolfi Japan - Nona Kiritani - Keiko Mine - Mieko Miyahara - Akemi Morikawa - Tomoko Oka Polen - Małgorzata Breś - Agnieszka Dubrawska - Jolanta Królikowska - Hanna Prusakowska - Anna Sobczak | Sydkorea - Kim Jin-Sun - Sin Seong-Ja - Tak Jeong-Im - Yun Jeong-Suk - Park Eun-Hui Sovjetunionen - Jelena Glikina - Jelena Grisjina - Tatjana Sadovskaja - Marina Soboleva - Olga Vosjtjakina USA - Caitlin Bilodeaux - Elaine Cheris - Sharon Monplaisir - Mary O'Neill - Molly Sullivan Västtyskland - Anja Fichtel-Mauritz - Zita-Eva Funkenhauser - Christiane Weber - Sabine Bau - Annette Klug |